# Bahnhof Marksuhl

Der Bahnhof Marksuhl ist ein Bahnhof in der Gemeinde Gerstungen in Thüringen. Er liegt zwischen Eisenach und Bad Salzungen an der Bahnstrecke Eisenach–Eisfeld (Werrabahn). Er liegt direkt östlich des Meileshofs, jeweils 1,6 km von Marksuhl und Burkhardtroda entfernt.

## Geschichte

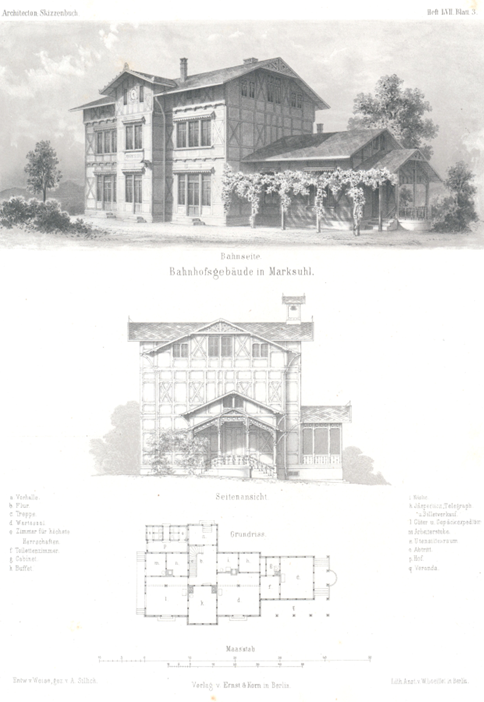
Fürstenbahnhof Marksuhl

Die Bahnstrecke Eisenach–Lichtenfels wurde am 1. November 1858 eröffnet. Sie wurde von der Werra-Eisenbahn-Gesellschaft in knapp 2 Jahren Bauzeit errichtet. Das damals errichtete Bahnhofsgebäude umfasste ein separates Zimmer für höchste Herrschaften. Die Deutsche Reichsbahn hat das Gebäude abgerissen und ein schlichtes Bahnhofsgebäude errichtet. 2014 wollte die Deutsche Bahn das ungenutzte Bahnhofsgebäude verkaufen.
Der Bahnhof verfügt über Fahrradstell- und Parkplätze.
1954 wurden im Bahnhof zwei mechanische Stellwerke des Typs Einheit Mw in Betrieb genommen.
1962 bis 1992 zweigte nach dem Bahnhof in Richtung Eisenach eine Verbindungskurve zur Bahnstrecke Förtha–Gerstungen ab (siehe Bahnhof Förtha).
2001 übernahm die Süd-Thüringen-Bahn (STB) den Personenverkehr von Eisenach über Marksuhl nach Meiningen (KBS 575). Marksuhl wird von der Regionalbahn-Linie 41 Eisenach–Meiningen(–Neuhaus am Rennweg) stündlich bedient.
Für den Deutschlandtakt wurde ein Halbstundentakt für den Streckenabschnitt Eisenach – Bad Salzungen angemeldet. In Marksuhl würden Zugkreuzungen kurz vor der halben und vollen Stunden stattfinden.